# Teratogenost
Teratogénost (grško starogrško τέρᾰς: téras oziroma starogrško τέρᾰτος: tératos - nakaz, pošast, spaka) je lastnost neke snovi oziroma drugega dejavnika (npr. sevanja), da povzroča strukturne, funkcijske, presnovne (metabolne) in vedenjske nepravilnosti pri zarodku oziroma plodu, če je nosečnica izpostavljena takemu dejavniku. Pojem se uporablja tudi za nepravilnosti v razvoju živali in rastlin.
Človeški zarodki in plodi so občutljivi na delovanje teratogenih dejavnikov zlasti med 3. in 8. tednom po oploditvi.
V glavnem delimo teratogene dejavnike na genetske dejavnike ter dejavnike iz okolja, ki so lahko kemične snovi, virusi in ionizirajoča sevanja. Teratogeni obeh skupin lahko delujejo vsak zase ali pa v medsebojni interakciji.

## Zgodovina
Prvi znani primeri o otrocih s prirojenimi okvarami in nepravilnostmi v obliki spisov, kipov in slik izhajajo še iz časa Antične Grčije, verjetno pa še prej, tj. iz časov Babilonije, glede na zbirko omenskih spisov, znanih pod imenom Summa izbu, ki opisujejo nenavadna rojstva ter razvojne nepravilnosti pri ljudeh in živalih. Prvi večji razcvet je teratologija doživela leta 1941, ko je Norman Gregg, avstralski oftalmolog, opisal virus rdečk kot nevaren teratogen: mnoge ženske, ki so v nosečnosti prebolele rdečke, so rodile otroke z različnimi nepravilnostmi oči, ušes in srca. Konec 50-ih let je prišlo v Nemčiji do sprva nepojasnljivega porasta deformacij pri novorojencih (okoli 10.000 primerov), kot je fokomelija, pri kateri se ne razvijejo proksimalni deli udov. Kasneje so raziskovalci v Nemčiji, Združenem kraljestvu in Avstraliji neodvisno odkrili, da je talidomid, učinkovina s pomirjevalnim in uspavalnim delovanjem, vzrok za te deformacije. Talidomid tako predstavlja zgodovinsko prelomnico glede razumevanja zdravil v vlogi teratogenov.

### Vojaška uporaba teratogenov
V zgodovini vojskovanja uporaba teratogenov nikoli ni bila namerna, tj. morebitni opaženi teratogeni učinki so bili pravzaprav »stranski učinki« uporabe orožij za množično uničevanje.
Oborožene sile ZDA so v Vietnamski vojni uporabljale različne zvrsti kemičnega orožja. Med bolj znane spadajo tudi t. i. »mavrični herbicidi«, med katerimi je bil najbolj množično uporabljen Agent Orange, kodno ime za herbicid in defoliant, sestavljen iz mešanice 2,4-diklorofenoksiocetne kisline in 2,4,5-triklorofenoksiocetne kisline. Prvotni namen uporabe herbicidov je bil uničenje rastlinskega dela ekosistema, posledično pa uničenje pridelave hrane in/ali džungle, ki je Vietkongovskim gverilcem nudila učinkovito skrivališče pred letalskimi napadi. Izkazalo se je, da ima omenjeni herbicid smrtonosen in močen teratogeni učinek na ljudi in živali: po nekaterih podatkih naj bi med približno 5.000.000 izpostavljenih Vietnamcev za posledicami zastrupitve umrlo ali bilo poškodovanih več kot 400.000 ljudi, več kot 500.000 otrok pa naj bi se rodilo z različnimi razvojnimi okvarami, kot so palatoshiza (razcepljeno nebo), različne oblike duševne nerazvitosti, hernije in polidaktilija (prisotnost dodatnih prstov). Metaanaliza 22 vietnamskih in tujih študij je pokazala statistično pomemben porast razvojnih okvar pri izpostavljenosti omenjenemu herbicidu in defoliantu (tj. Agent Orange), porast pa je sorazmeren s trajanjem in intenziteto izpostavljenosti ter koncentracijo dioksinov v krvi in maščevju. Porast razvojnih okvar je opazen predvsem pri potomcih vietnamskih civilistih, medtem ko je porast pri potomcih ameriških veteranov, ki so bili udeleženi v bojnih akcijah s škropljenjem herbicidov, dosti manjši, pri ostalih ameriških veteranih pa je celo minimalen. Eden od razlogov za takšno razliko je ta, da so med civilisti bili izpostavljeni tako moški kot ženske, kar je povzročilo mutagene in teratogene učinke, medtem ko so bili med veterani izpostavljeni praktično samo moški, kar je povzročilo le mutagene učinke.
Znani fizikalni dejavniki v obliki radioaktivnega sevanja so se pokazali zaradi uporabe jedrskega orožja in oklepno-prebojne municije iz osiromašenega urana, ki povzroča razcepljeno nebo (palatoshiza) in zgornjo ustnico (heiloshiza), nepravilnosti v razvoju okostja (npr. nagel porast fokomelije v Basri od leta 1990, ko ni bilo nobenega dokumentiranega primera, do 32 primerov v letih 1999-2000), prirojene srčne napake in napake v razvoju nevralne cevi, kot sta anencefalija in meningomielokela. Do sedaj sta uporabo municije iz osiromašenega urana v oboroženih spopadih javno priznali ZDA in Združeno kraljestvo (zalivska vojna leta 1991, oboroženi posegi na področju nekdanje Jugoslavije v letih 1994-5 in 1999 ter iraška vojna leta 2003), vendar naj bi tovrstno municijo posedovalo okoli 20 držav, med drugim tudi Francija, Kitajska, Pakistan in Rusija; ruske oborožene sile naj bi domnevno tudi uporabile tovrstno municijo v spopadih v Afganistanu, Čečeniji in Gruziji.

## Epidemiologija razvojnih nepravilnosti
Pri novorojenčkih je incidenca večjih prirojenih nepravilnosti od 2-3 %, enaki delež nepravilnosti pa odkrijejo pozneje pri otrocih do 5. leta starosti. Manjše prirojene nepravilnosti (npr. mikrotija oz. majhni uhlji in pigmentirana področja), ki se pojavijo pri 15 % vseh novorojenčkov, niso nevarne ali drugače škodljive za zdravje osebka, vendar so dober pokazatelj (indikator) možnih večjih nepravilnosti: tako obstaja pri otrocih z eno manjšo nepravilnostjo okoli 3-odstotna verjetnost, da imajo tudi večjo prirojeno nepravilnost, pri otrocih z dvema nepravilnostima pa tudi do 10 %. Razvojne nepravilnosti se najpogosteje pojavijo na srcu, udih, sečilih ter osrednjem živčevju.
V današnjem času so prirojene nepravilnosti glavni vzrok za smrt novorojenčkov, saj predstavljajo 21 % vseh vzrokov smrti. Prirojene nepravilnosti so rasno nediskriminatorne, tj. njihova incidenca ni odvisna od rase (torej ne glede na to, ali je osebek pripadnik bele, črne ali rumene rase).
Pri 40–60 % vseh oseb s prirojenimi nepravilnostmi vzrok ni znan, pri 15 % so vzrok genetski dejavniki, pri 10 % okolijski dejavniki, pri 20–25 % pa je vzrok kombinacija genetskih in okolijskih dejavnikov; v slednjem primeru gre pravzaprav za večfaktorsko poligeno dedovanje oziroma dedovanje po mnogih genih, ki ga modificirajo dejavniki iz okolja.

## Vrste nepravilnosti
Malformacije so tip nepravilnosti, ki nastanejo med razvojem neke strukture, npr. med organogenezo (razvojem organov), tj. med 3. in 8. tednom po oploditvi. Posledica tega je lahko delna ali popolna odsotnost prizadete strukture, lahko pa tudi sprememba v delovanju.
Disrupcije so morfološke spremembe že razvitih struktur kot posledica uničujočih procesov, kot so poškodbe žil zaradi volvulusa, tj. zasuka črevesja, ki zaradi stisnjenja žil okvari okrvni obtok in vodi v zaporo pretoka črevesne vsebine (ileus).
Deformacije nastanejo kot posledica mehaničnih sil, ki delujejo na plod daljše časovno obdobje. Pogosto vključuje mišičnoskeletni sistem (npr. ekvinovarus oz. deformacija stopala, pri katerem je peta dvignjena in zvrnjena navzven od medialne linije). Po rojstvu (postnatalno) se prizadete dele telesa sicer lahko povrne v normalno stanje (deformacije so torej lahko reverzibilne).
Sindrom je skupek nepravilnosti (anomalij), ki imajo določen skupni vzrok. V smislu večjega števila anomalij predstavlja asociacija podoben pojem, le da gre v tem primeru za pojav dveh ali več anomalij, ki se skupaj pojavljajo bolj pogosto kot pa posamično. Primer tega je t. i. asociacija VACTERL, kjer lahko pride do nepravilnosti hrbtenice, anusa, srca, sapnika, požiralnika, ledvic in/ali udov (angleško vertebral, anal, cardiac, tracheoesophageal, renal and limb).
Obstajata še dve vrsti razvojnih nepravilnosti, in sicer sekvence, ki so podobne sindromom, vendar je zaporedje nastanka nepravilnosti veliko bolj predvidljivo in natančnejše (npr. Potterjeva sekvenca, ki nastane zaradi oligohidramnija, tj. premajhne količina plodovnice), ter nepravilnosti razvojnega polja, katerim je skupno anatomsko področje in odgovor na dejavnike, kot sta holoprozencefalija (odsotnost ločitve velikih možganov v dve hemisferi) ter lizencefalija (nerazvoj možganskih vijug in brazd); obema je torej skupno nepravilnost razvoja velikih možganov ter npr. odgovor na transplacentalne okužbe (mati prenese patogene na plod).

## Dejavniki, ki vplivajo na učinkovitost teratogenov
Pri dovzetnosti osebka za teratogene je pomemben predvsem njegov genotip, poleg tega pa tudi materin genom v smislu presnove zdravil in drog, odpornosti na okužbe (infekcije) in druge biokemijske procese.
Zarodek ali plod je v različnih obdobjih različno občutljiv na dejavnike okolja. Poškodbe v prvih treh tednih razvoja so večinoma smrtne. Najbolj občutljivo obdobje za nastanek prirojenih nepravilnosti je obdobje organogeneze oz. razvoja organov, tj. med 3. in 8. tednom po oploditvi. Kljub temu se lahko nepravilnosti pojavijo tudi pozneje v razvoju, kar pomeni, da nobeno obdobje ni popolnoma varno pred zunanjimi vplivi. Vsak organ ima sicer tudi določeno kritično obdobje občutljivosti: organi, ki se razvijejo prej (kot je srce), so občutljivi prej kot pa tisti, ki se razvijejo pozneje (kot so zunanja spolovila), poleg tega pa imajo zapletenejši organi daljše tovrstno obdobje (npr. možgani).
Sami teratogeni prav tako učinkujejo v različnih obdobjih razvoja: tako je talidomid učinkovit med 4. in 6. tednom, medtem ko je tetraciklin učinkovit pozneje. Resnost prirojenih nepravilnosti je odraz količine teratogena in časa izpostavitve le-temu.

## Teratogeni dejavniki
Teratogene dejavnike delimo v glavnem na genetske in okolijske dejavnike. Pri slednjih je potrebno poudariti, da se med teratogene, ki delujejo na človeka, pogosto lahko šteje teratogene, ki delujejo na poskusnih živalih, ni pa to nujno. Poleg tega se tudi snovi in druge dejavnike, ki samo zavirajo rast ploda, ne more uvrstiti med teratogene, če ti ne povzročijo neke prenatalne (pred rojstvom) okvare.

### Genetski dejavniki
Pod genetske dejavnike spadajo monogenske bolezni, kot so hemofilija, mišična distrofija, cistična fibroza in Lesch-Nyhanov sindrom, ter kromosomske nepravilnosti. Pri slednjih gre lahko za napako v številu kromosomov, kot so poliploidija, monosomija (npr. Turnerjev sindrom) ter trisomija (npr. Downov sindrom), ali pa za napako v strukturi kromosomov (npr. podvojitve in translokacije); znani primer tovrstne okvare je t. i. mačji jok ali cri du chat, sindrom, pri katerem pride do delecije določenega dela 5. kromosoma, kar se izraža kot duševna nerazvitost (mentalna retardacija), mikrocefalija (majhnost glave) in jok, ki je podoben mijavkanju.

### Dejavniki okolja

#### Patogeni mikrobi
Mnogi patogeni mikrobi lahko povzročijo prirojene nepravilnosti. V preteklosti je bil nevaren virus rdečk, vendar je v sodobnem času postal veliko manj nevaren zaradi izboljšave diagnostike. Med znane viruse spadajo citomegalovirus, ki je smrtonosen za plod ali pa povzroči duševno nerazvitost (mentalno retardacijo), bakterija vrste Treponema pallidum (ki sicer povzroča sifilis) ter pražival vrste Toxoplasma gondii (ki sicer povzroča toksoplazmozo). Slednja se prenaša preko slabo kuhane hrane, udomačenih živali (še posebej mačk) ter iztrebkov, pri plodu pa povzroča razvojne nepravilnosti predvsem na očeh in možganih, kot so poapnenje (kalcifikacija) možganov, mikrocefalija in psihomotorične zapoznelosti. Znani teratogeni mikrobi so še virus noric, virus humane imunske pomanjkljivosti (HIV) ter virus herpesa simpleksa.
Ostali virusi, kot so virus hepatitisa B (HBV), virus mumpsa in virus ošpic, povzročajo povišano telesno temperaturo (hipertermijo) in so torej pirogenični. Slednja povzroča različne nepravilnosti, med drugim anencefalijo (nerazvitost možganov s sočasno nerazvitostjo možganske lobanje - nevrokranija), spino bifido (odprta nevralna cev), mikroftalmijo (nenormalno majhni zrkli) in duševno nerazvitost.

#### Kemične snovi
Kemične snovi, kot so zdravila in droge, so najbolj obsežen tip okolijskih teratogenov. Raziskava v ZDA je pred leti pokazala, da okoli 80 % vseh žensk uporablja različna zdravila (skupno okoli 900 zdravil), natančneje v povprečju 4 zdravila na nosečo žensko. Kljub temu ima relativno majhno število zdravil teratogeni potencial. Tako zdravilo je talidomid, učinkovina s pomirjevalnim in uspavalnim učinkom, ki lahko pri plodu povzroči amelijo (nerazvitost celotnega uda) ali meromelijo (nerazvitost dela uda ali telesa). Predstavlja tudi zgodovinsko prelomnico glede razumevanja zdravil v vlogi teratogenov. Aspirin, najbolj uporabljeno zdravilo med nosečnostjo, lahko v večjih količinah prav tako povzroči okvare. Pražna vrednost količine zdravila, pri kateri začne učinkovati kot teratogen, se giblje v območju mikrogramov (μg); tako znaša dnevna vrednost za izotretinoin, zdravila za zdravljenje aken, okoli 700 μg/dan.
V sodobnem svetu predstavljajo droge, kot so LSD, fenciklidin (PCP oz. »angelski prah«), marihuana, alkohol in kokain, vse večji problem. Alkohol lahko povzroči različne okvare, od duševne nerazvitosti do strukturnih sprememb, ki jih v hujših primerih skupno imenujemo fetalni alkoholni sindrom (FAS), in je glavni vzrok za duševno nerazvitost. Incidenca FAS in drugih z alkoholom povezanih okvar je en primer na 100 novorojenčkov. Tudi kajenje tobaka povzroča prezgodnje porode in vedenjske motnje.
Druge teratogene kemične snovi spadajo med hormone, endokrine motilce (endokrine disruptorje) ali težke kovine. Bolj teratogene kemikalije so še:
| kemikalija                                 | vrsta kemikalije                                     | učinek                                                                                                   |
| ------------------------------------------ | ---------------------------------------------------- | --- |
| fenitoin (difenilhidantoin)                | zdravilo (antiepileptik)                             | duševna nerazvitost, nepravilnosti v razvoju obraza                                                      |
| valproična kislina                         | zdravilo (antikonvulziv, pomirjevalo)                | malformacije nevralne cevi, razne okvare srca, glave in udov                                             |
| litij                                      | kovina                                               | okvare srca                                                                                              |
| amfetamin                                  | droga                                                | helioshiza (zajčja ustnica oz. razcepljena zgornja ustnica), palatoshiza (razcepljeno nebo), okvare srca |
| varfarin                                   | antagonist vitamina K                                | mikrocefalija, hondrodistrofija (moten razvoj hrustanca dolgih kosti, ki vodi v pritlikavost)            |
| izotretinoin                               | analog vitamina A                                    | vitamin A embriopatija (mikrotija, nepopolno razvita spodnja čeljustnica, okvare srca)                   |
| trimetadion                                | zdravilo (antikonvulziv)                             | palatoshiza, okvare srca, sečil, spolovil in okostja                                                     |
| androgeni                                  | hormoni                                              | maskulinizacija ženskih spolovil                                                                         |
| dietilstilbestrol (DES)                    | hormon (sintetični estrogen)                         | okvare spolovil                                                                                          |
| svinec                                     | težka kovina                                         | zavrta rast, okvare živčevja                                                                             |
| živo srebro                                | težka kovina                                         | podobni simptomi kot pri možganski paralizi                                                              |
| klorambucil, azatioprin, metotreksat, idr. | citotoksična zdravila (predvsem folatni antagonisti) | hidrocefalus, palatoshiza, malformacije nevralne cevi                                                    |

#### Fizikalni dejavniki
Ionizirajoče sevanje je močan teratogen in lahko povzroči katerikoli tip prirojene nepravilnosti glede na odmerek sevanja in stopnjo razvoja med izpostavljenostjo. Znani primer tega izvira še iz napada z jedrskim orožjem na Hirošimo in Nagasaki v drugi svetovni vojni, kjer je radioaktivno sevanje povzročilo med drugim hude nepravilnosti v razvoju plodov. Nazoren primer je tudi velika porast razvojnih nepravilnosti na območjih, kjer je bil osiromašeni uran uporabljen kot oklepno-prebojna municija, kot npr. v Iraku v letih po zalivski vojni. Radiološki postopki diagnosticiranja, kot je radiografija, sicer ne škodujejo samemu zarodku oz. plodu, saj znaša ekvivalentna doza manj kot 50 mSv, pražna vrednost za povzročenje nepravilnosti pa znaša nad 200 mSv; izjeme so le postopki, ki vključujejo vnos radioaktivnih izotopov.
Pogosti fizikalni dejavnik je tudi hipertermija (povišana telesna temperatura), ki jo povzročajo že omenjeni virusi (kot je virus mumpsa), iz istega razloga pa je prav tako nevarna uporaba jacuzzija in savne med nosečnostjo.

#### Drugi dejavniki
Nekatere bolezni matere lahko povzročajo prirojene nepravilnosti. Primera tega sta sladkorna bolezen in fenilketonurija. Prav tako je nevarno pomanjkanje določenih hranilnih snovi, kot je pomanjkanje joda, ki je povezano z endemičnim kretenizmom, in folne kisline (vitamin B9), ki je povezano z anencefalijo in drugimi okvarami živčevja. Vzrok za pomanjkanje folne kisline je največkrat pomanjkanje listnate zelenjave v prehrani v zimskem času. Pri materah z debelostjo (indeks telesne mase je večji od 30 kg/m2) obstaja dva- do trikrat večje tveganje za nastanek nepravilnosti. Blage hipoksije (npr. zaradi visoke nadmorske višine) ne povzročijo hujših nepravilnosti, medtem ko vdihovanje visokih koncentracij kisika lahko povzroči retrolentalno fibroplazijo (razraščanje fibroznega tkiva za očesno lečo, odstop mrežnice in zastoj rasti očes pri nedonošenčkih).
Tudi očetje so pomembni pri nastanku nepravilnosti, saj je možnost za pojav genetskih dejavnikov večja pri starejših moških in moških, mlajših od 20 let, poleg tega pa se lahko nekateri okolijski teratogeni (npr. težke kovine) prenesejo preko semenske tekočine. Tako so pri otrocih britanskih vojakov, ki so se bojevali v zalivskih vojnah in kjer je bilo uporabljeno strelivo z osiromašenim uranom, raziskave pokazale, da se je število raznih razvojnih nepravilnosti povečalo za približno 50 % v primerjavi z otroki, katerih očetje niso prišli v stik z osiromašenim uranom oz. niso bili udeleženi v bitkah, kjer je bilo uporabljeno tovrstno strelivo.

## Mehanizem delovanja teratogenov
Teratogeni (okolijski dejavniki) učinkujejo po različnih mehanizmih, kar vključuje odsotnost programirane celične smrti oz. apoptoze, motnje v selitvi (migraciji) celic, nezadostno ali preveliko proliferacijo celic (hipo- ali hiperplazija) ter odsotnost določenih receptorjev. Primer slednjega je testikularni feminizirajoči sindrom (AIS), pri katerem so odsotni receptorji za testosteron, posledica česar je ženski fenotip in moški genotip osebka. Pri teratogenih v obliki zdravil obstaja v glavnem šest mehanizmov teratogeneze, in sicer antagonizem folatov, disrupcija celic nevralnega grebena, endokrina disrupcija, oksidativni stres, disrupcija ožilja ter določena, z encimi ali receptorji posredovana teratogeneza.
Z genetskega vidika mnogo teratogenov učinkuje na gene, ki uravnavajo morfogenezo, v splošnem torej razvoj oblike in sestave telesa; primer takih genov je skupina genov Hox. Za razliko od mutagenov in karcinogenov, teratogeni v obliki kemičnih snovi (kot so zdravila) ne zahtevajo neposrednega stika z dedni materialom za svoje delovanje oz. ne povzročajo mutacije ali povečujejo število mutacij, ampak kvečjemu delujejo epigenetsko, spremenijo izražanje genov brez poseganja v strukturo DNK.

## Preventiva
Pomembno se je zavedati, da je mnogo razvojnih nepravilnosti mogoče preprečiti. Tako se lahko preko izogibanja alkohola, drog in raznih zdravil znatno zmanjša verjetnost za pojav tovrstnih okvar. Po drugi strani se lahko npr. z obogatenjem vode ali kuhinjske soli izognemo pojavu kretenizma, z nadomeščanjem folne kisline v prehrani pa anencefaliji, spini bifidi ipd. Standardna praksa pri izdaji receptov (tj. pisno navodilo zdravnika lekarnarju, kakšno zdravilo naj pripravi in/ali izda) je, da se pri ženskah v rodnem obdobju (še posebej pri mlajših) upošteva možnost nosečnosti zaradi teratogenega učinka nekaterih zdravil. Primer tega je npr. že omenjeni izotretinoin, ki se uporablja za zdravljenje aken, ki so prisotne predvsem v času pubertete, v katerem so dekleta že plodna. V skladu s tem se recepte za taka zdravila izdaja z največjo mero previdnosti.

## Teratogenost pri živalih in rastlinah
Pri višje razvitih živalih se pojavljajo podobni tipi razvojnih nepravilnosti, kot sta alopecija (izpadanje dlak) in sindaktilija (zraščenost prstov) pri domačem govedu ter atrezija anusa in odsotnost ali prisotnost dodatne ledvice pri veveričjih opicah, kar se lahko pojavi tudi pri pticah in plazilcih. V primerjavi s človekom je razumevanje razvojnih nepravilnosti sicer dokaj pomanjkljivo, saj so raziskave omejene na posamezne primere laboratorijskih živali in živali v živalskih vrtovih, poleg tega pa se raziskave na laboratorijskih živalih omejujejo na nevarnost oz. teratogenost kemičnih snovi (najpogosteje zdravil), kar naj bi bil pokazatelj nevarnosti pri človeku. Izkazalo se je, da imajo tovrstni poskusi slabo napovedno moč, zaradi česar se porajajo dvomi o njihovi primernosti in uporabnosti za medicino. Zaradi tega so na voljo ali pa so v razvoju alternative poskusom na živalih, kot so računalniško osnovani sistemi in fizikalno-kemijske tehnike ter uporaba celičnih in tkivnih kultur.
Tudi pri rastlinah se lahko obravnava teratogenost v določenih mejah. Primera razvojnih nepravilnosti sta strukturna sprememba hermafrodita v enospolni organizem ter pojav pelorije, tj. rastline, ki razvije radialno (aktinomorfno) simetrijo cvetov namesto normalne bilateralne (cigomorfne) simetrije. Obstajajo utemeljeni sumi smotrnosti uporabe pojma teratogenost pri razvojnih anomalijah rastlin, saj obstaja verjetnost, da predstavljajo le-te dejansko morfologijo in funkcijo prednikov, s tem pa so torej spremembe oziroma prehodi med variantami obrnljivi (reverzibilni), po drugi strani pa lahko predstavljajo novi ali bolj kompleksen tip rastline, kar pomeni, da predstavlja »teratogenost« v tem primeru napredek (progresijo) in ne nazadovanje (retrogradacijo).
Nekatere rastline same proizvajajo teratogene snovi kot sekundarne presnovke. Taki primeri so volčji bobi (Lupinus) ter rodovi rastlin Veratrum, Conium in Leucaena, ki proizvajajo teratogene alkaloide, kot so anagirin, ciklopamin, mimozin in anabazin. Tako lahko zaužitje relativno majhnih količin volčjih bobov (tj. ~30 mg anagirina/kg hrane) privede do prirojene multiple artrogripoze (rigidnosti in deformacije večine sklepov) pri mladičih domačega goveda. Znane tovrstne rastline so še grahovci (Astragalus), tobakovci in rod Trachymene.